# Zdarzenie losowe (prawo ubezpieczeń gospodarczych)
W prawie ubezpieczeń gospodarczych zdarzenie losowe to zdarzenie przyszłe i pozbawione cech pewności wystąpienia, powstałe bez wpływu ubezpieczającego lub innej osoby uprawnionej do świadczenia z umowy ubezpieczenia. Aby zdarzenie losowe miało w stosunku ubezpieczenia charakter prawny, musi ujemnie oddziaływać na życie, zdrowie lub mienie ubezpieczonego lub uprawnionego, albo powodować zwiększenie potrzeb majątkowych po stronie ubezpieczonego. 
W ustawie o działalności ubezpieczeniowej i reasekuracyjnej została zawarta definicja legalna zdarzenia losowego:
zdarzenie losowe – niezależne od woli ubezpieczającego zdarzenie przyszłe i niepewne, którego nastąpienie powoduje uszczerbek w dobrach osobistych lub w dobrach majątkowych albo zwiększenie potrzeb majątkowych po stronie ubezpieczającego lub innej osoby objętej ochroną ubezpieczeniową.